# Рудолф (остров)
Остров Рудо̀лф (Земя Рудолф) (на руски: Остров Рудольфа, Зембя Рудольфа) е най-северният остров от архипелага Земя на Франц Йосиф, разположен в северната част на Баренцово море. На северното крайбрежие на острова се намира нос Флигели (81°51′13″ с. ш. 59°14′18″ и. д. / 81.853611° с. ш. 59.238333° и. д.), най-северната точка на Европа, Евразия и Русия. Административно влиза в състава на Архангелска област на Русия.
Островът има площ около 297 km2. На юг протока Неймаер го отделя от остров Хохенлое. Изграден е от пясъчници и базалти. Почти целият е покрит с леден купол. В южната му част е разположен ледника Мидендорф, северно от който са издига най-високата му точка 461 m. Бреговете му са стръмни и скалисти. Открит е през април 1874 г. от австрийската полярна експедиция ръководена от Юлиус Пайер и е наименуван в чест на австрийския престолонаследник кронпринц Рудолф. Нееднократно се е използвал като изходна база за експедиции към Северния полюс. На западното му крайбрежие, в залива Типлиц от 1936 до 1995 г. функционира полярна станция.

## Топографски карти
- Лист от карта U-40-XXII,XXIII,XXIV о. Рудольфа. Мащаб: 1 : 200 000. Издание 1965 г.